# Physokermes concolor
Physokermes concolor är en insektsart som beskrevs av William Higgins Coleman 1903. Physokermes concolor ingår i släktet Physokermes och familjen skålsköldlöss. Inga underarter finns listade i Catalogue of Life.